# Saint-Sixt
Saint-Sixt település Franciaországban, Haute-Savoie megyében. Lakosainak száma 994 fő (2022. január 1.). Saint-Sixt Amancy, La Roche-sur-Foron és Saint-Laurent községekkel határos.

## Népesség
A település népessége az elmúlt években az alábbi módon változott:
| Lakosok száma | 928  | 996  | 1041 | 1021 | 1020 | 1018 | 1017 | 1007 | 994  |
|               | 2013 | 2015 | 2016 | 2017 | 2018 | 2019 | 2020 | 2021 | 2022 |